# Cerionesta luteola
Cerionesta luteola là một loài nhện trong họ Salticidae.
Loài này thuộc chi Cerionesta. Cerionesta luteola được Elizabeth Maria Gifford Peckham & George William Peckham miêu tả năm 1893.